# 宋辽战争
宋遼战争，一般是指自979年北宋與遼之間的一系列戰役，雙方於1004年訂立澶淵之盟，約為兄弟之國，結束了25年战争。百年后金朝建立，宋徽宗與金太祖訂立海上之盟，于1122年派童貫、種師道、劉延慶率軍聯合金朝攻打遼南京，未能成功。

## 北宋伐辽
979年，即位不久的宋太宗赵光义决定挥师北伐，一举灭掉十国中苟延残喘的北汉政权。辽朝援兵失利，导致宋军攻破太原，灭掉北汉。宋太宗认为辽军实力不强，不足畏惧，不顾大军疲劳，决定挟灭北汉之余威兴师伐辽。六月，宋太宗御驾亲征，率10万大军杀进河北，意图收复中原在后晋时期失去的幽云十六州。宋军在突破辽军在沙河的防线后兵围幽州，但守将韩德让顽强抵抗，宋军久攻不下。此时辽北院大王耶律休哥和南院大王耶律斜轸率援兵前来，引诱宋军北进，大败之于高梁河，宋军死伤惨重，太宗皇帝差点被活捉，幸亏大将杨业赶来救出才得以身免。九月，辽景宗耶律贤派兵攻击北宋，在满城之战中战败，次年又在雁门之战败给杨业，而杨业则由此树立了自己“杨无敌”的英名。但北宋又在冬天的瓦桥关之战中败给辽景宗率领的军队。986年，宋太宗乘辽圣宗刚刚即位之机兵分三路，二次伐辽，史称雍熙北伐。北宋东路军孤军深入，被辽军击溃。辽军随即反击其他两路宋军，收复失地，在陈家谷之战中更是俘虏宿敌杨业，大获全胜。几年后宋太宗因在高梁河得到的箭伤发作而病逝，北宋转为守势。

## 澶渊之盟
1004年，辽圣宗和承天太后萧绰亲征南伐，宋真宗决定御驾亲征，召集宰相寇准等人共计亲征之事。在寇准的建议下，宋真宗亲自前往黄河边上的澶州与辽军对峙。战斗中辽军名将萧挞凛被宋军的床子弩射杀，辽军士气低落。于是萧太后决定与宋议和，达成澶渊之盟。条约中规定宋辽为兄弟之国，宋每年向辽提供银十万两及绢二十万匹，并确定以白沟河为边界。此后宋辽近一百年没有大规模战事。

## 宣和北伐
辽圣宗病逝后，辽朝日益衰落，此时强大的女真族在东北的白山黑水中崛起。1115年，金太祖完颜阿骨打建立金朝，向辽开战，并很快攻破上京。宋徽宗不顾与辽多年修好，与金签订海上之盟，联金伐辽，但宋军的精锐部队西军被镇守辽南京的耶律大石歼灭，宣和北伐以北宋的大败结束。南京之战中宋军的软弱被金军发现，为后来的靖康之变埋下后患。1125年，大金第二代皇帝金太宗攻灭辽朝，随即南下伐宋，宋金战争爆发。

## 研究書目
- 曾瑞龍：《經略幽燕：宋遼戰爭軍事災難的戰略分析》（香港：中文大學出版社，2003）。